# Лихтенберг (Рудные горы)
Лихтенберг (нем. Lichtenberg/Erzgeb.) — община в Германии, в земле Саксония. Подчиняется административному округу Хемниц. Входит в состав района Средняя Саксония. Подчиняется управлению Лихтенберг/Эрцгеб..  Население составляет 2891 человек (на 31 декабря 2010 года). Занимает площадь 33,17 км².
Коммуна подразделяется на 3 сельских округа.